# Dusty Hannahs
Gerald Ellis "Dusty" Hannahs III, né le 2 septembre 1993 à Little Rock dans l'Arkansas, est un joueur américain de basket-ball. Il évolue aux postes d'arrière et de meneur.

## Carrière professionnelle
Le 30 mars 2019, il signe un contrat de 10 jours avec les Grizzlies de Memphis. Le 5 avril 2019, il est coupé en raison de la signature de Tyler Zeller chez les Grizzlies de Memphis.
Le 21 février 2020, il signe un contrat de 10 jours avec les Grizzlies de Memphis.